# Can Terrís
Can Terrís és una masia de Premià de Dalt (Maresme) protegida com a bé cultural d'interès local.

## Descripció
Edifici civil. Masia formada per una planta baixa, un pis i golfes. Coberta per una teulada de dues vessants amb el carener perpendicular a la façana, que queda ocult per uns merlets que donen al conjunt un aire de fortificació, juntament amb un matacà que hi ha a l'altura de les golfes, entre dues finestres. Totes les obertures presenten les llindes, brancals i ampits realitzats amb carreus de pedra i destaca el portal rodó dovellat. Sota el matacà i la finestra principal hi ha dues espitlleres.
L'aire de fortificació de l'edifici contrasta amb els elements decoratius que s'hi afegiren a començaments del segle XX: rajoletes que ornamenten la part superior de les finestres i els elements principals de l'edifici.